# Pfasserspitze
La Pfasserspitze est une montagne qui s’élève à 3 443 ou 3 444 m d’altitude dans les Alpes de l'Ötztal, à la frontière entre l'Autriche et l'Italie.